# Monica Stefania Baldi
Monica Stefania Baldi (Pistoia, 26 aprile 1959) è una politica italiana.

## Biografia

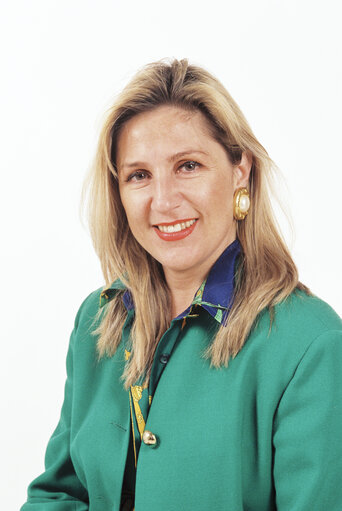
Monica Stefania Baldi al Parlamento Europeo

Architetto e urbanista, Baldi inizia l'attività politica nella Consulta nazionale Ambiente e come coordinatrice della Consulta Regione Toscana Ambiente. È anche componente della Consulta regionale femminile della Toscana. Negli anni '80 è consigliere circoscrizionale del comune di Pistoia e coordinatrice della Commissione urbanistica e lavori pubblici (1981-1985). È stata vicepresidente del comitato provinciale della Croce Rossa di Pistoia dal 1989 al 1992.
In occasione delle europee del 1994 è eletta al Parlamento europeo nelle liste di Forza Italia; fino al 1999 svolge l'incarico di presidente vicaria della commissione Cultura, Istruzione, Gioventù e Sport. Ricandidata alle elezioni europee del 1999 nella circoscrizione dell'Italia centrale, ottiene 7.300 preferenze senza risultare eletta.
In seguito è eletta alla Camera dei deputati nel 2001, col sistema proporzionale nella circoscrizione Toscana. Durante la legislatura è segretaria della terza Commissione Affari esteri e comunitari. Ha proposto, senza seguito, come primo firmataria, l'istituzione dell'Osservatorio delle donne italiane all'estero, dell'Osservatorio per la tutela, la sicurezza e la qualità del territorio storico e dell'ambiente urbano nelle città d'arte e del Consiglio per la lingua italiana.
Dal 27 dicembre 2007 è stata insignita dell'onorificenza di Grande Ufficiale al merito della Repubblica Italiana.
È membro del CDA Former Members del Parlamento Europeo, Presidente Pinocchioworld e Presidente dell'associazione culturale Pinocchio di Carlo Lorenzini 
Torna all’attività politica in occasione delle elezioni europee del 2019 candidandosi nella Circoscrizione Italia centrale per Fratelli d'Italia, senza essere eletta.